# Campeonato Nacional de Todo–o–Terreno de 2014
O Campeonato Nacional de Todo–o–Terreno de 2014 é composto por 6 provas, de norte a sul de Portugal. 
A Baja Portalegre 500 pontua para a Taça do Mundo de Todo-o-Terreno da FIA.

A Baja TT Rota do Douro marcou a sua estreia no Campeonato Nacional, trazendo-o para a região Norte do país, com passagens em alguns troços míticos do Rali de Portugal.

Inicialmente estavam previstas 7 provas, sendo contabilizadas as 5 melhores pontuações. No entanto a prova do Motor Clube de Guimarães (inicialmente designado Serras do Norte, e depois de Pinhais do Zêzere) acabou por não se realizar, não sendo encontrada prova alternativa. Assim passaram a ser contabilizadas as 4 melhores pontuações, sendo atribuidos um bónus de 5 pontos para cada participante que dispute a 5ª e outros 5 na 6ª e última prova.

## Vencedores
| Prova                                     | Lugar | Piloto                               | Carro                    |
| ----------------------------------------- | ----- | ------------------------------------ | ------------------------ |
| Rali TT Vinhos Ervideira 25-26 Abril      | 1     | Miguel Barbosa/ Pedro Velosa         | Mitsubishi Racing Lancer |
| Rali TT Vinhos Ervideira 25-26 Abril      | 2     | Rómulo Branco/ João Serôdio          | Toyota Hilux             |
| Rali TT Vinhos Ervideira 25-26 Abril      | 3     | Ricardo Porém/ Hugo Magalhães        | BMW Série 1 Proto        |
| Baja Terras de Alcoutim 31 Mai-1 Junho    | 1     | Ricardo Porém/ Luís Marques          | BMW Série 1 Proto        |
| Baja Terras de Alcoutim 31 Mai-1 Junho    | 2     | Rui Sousa/ João Santos (*)           | Evoque Cattiva           |
| Baja Terras de Alcoutim 31 Mai-1 Junho    | 3     | Rómulo Branco/ João Serôdio          | Toyota Hilux             |
| Baja TT Oleiros/Proença/Mação 27-28 Junho | 1     | Ricardo Porém/ Jorge Monteiro        | BMW Série 1 Proto        |
| Baja TT Oleiros/Proença/Mação 27-28 Junho | 2     | Rómulo Branco/ João Serôdio          | Toyota Hilux             |
| Baja TT Oleiros/Proença/Mação 27-28 Junho | 3     | Pedro Ruivo/ Jorge Amaral            | BMW Série 1 Proto        |
| Baja TT Idanha-a-Nova 12-13 Setembro      | 1     | Miguel Barbosa/ Pedro Velosa         | Mitsubishi Racing Lancer |
| Baja TT Idanha-a-Nova 12-13 Setembro      | 2     | Ricardo Porém/ Manuel Porém          | BMW Série 1 Proto        |
| Baja TT Idanha-a-Nova 12-13 Setembro      | 3     | André Amaral/ Nélson Ramos           | Mercedes Proto           |
| Baja TT Rota do Douro 26-27 Setembro      | 1     | Miguel Barbosa/ Pedro Velosa         | Mitsubishi Racing Lancer |
| Baja TT Rota do Douro 26-27 Setembro      | 2     | Ricardo Porém/ Manuel Porém          | BMW Série 1 Proto        |
| Baja TT Rota do Douro 26-27 Setembro      | 3     | Rómulo Branco/ João Serôdio          | Toyota Hilux             |
| Baja Portalegre 500 30 Out-1 Novembro     | 1     | Ricardo Porém/ Manuel Porém          | BMW Série 1 Proto        |
| Baja Portalegre 500 30 Out-1 Novembro     | 2     | (*)Nasser Al-Attiyah/ Mathieu Baumel | Ford HRX                 |
| Baja Portalegre 500 30 Out-1 Novembro     | 3     | (*)Reinaldo Varela/ Gustavo Gugelmin | Toyota Hilux Overdrive   |

(*)-Não inscrito no campeonato

## Classificação Campeonato Absoluto
Fonte: Classificação Oficial
| Pos | Piloto           | Modelo                   | ERV   | ALC   | OLE   | IDA   | DOU     | POR     | Pts |
| --- | ---------------- | ------------------------ | ----- | ----- | ----- | ----- | ------- | ------- | --- |
|     | Ricardo Porém    | BMW Série 1 Proto        | 3º 15 | 1º 25 | 1º 25 | 2º 18 | 2º 18+5 | 1º 25+5 | 103 |
|     | Miguel Barbosa   | Mitsubishi Racing Lancer | 1º 25 | NT 0  | NT 0  | 1º 25 | 1º 25+5 | 2º 18+5 | 103 |
|     | Rómulo Branco    | Toyota Hilux             | 2º 18 | 2º 18 | 2º 18 | NT 0  | 3º 15+5 | NT 0+5  | 79  |
| 4º  | José Mendes      | Mitsubishi L200          | 5º 10 | 3º 15 | 6º 8  | 7º 6  | NT 0+5  | 6º 8+5  | 51  |
| 5º  | Alexandre Franco | Nissan Navara            | 7º 6  | 6º 8+ | 4º 12 | 4º 12 | 8º 4+5  | 7º 6+5  | 48  |
| 6º  | André Amaral     | Mercedes Proto           | NT    | NT    | –     | 3º 15 | 5º 10   | NT 0+5  | 30  |
| 7º  | Pedro Ruivo      | BMW Série 1 Proto        | NT    | 7º 6  | 3º 15 | 8º 4  | –       | NT 0+5  | 30  |
| 8º  | Jorge Cardoso    | Isuzu D-Max              | 6º 8  | 5º 10 | NT 0  | NT    | 10º 1+5 | NT 0+5  | 29  |

| Posição      | Pontos |
| ------------ | ------ |
| Vencedor     | 25     |
| 2º Class     | 18     |
| 3º Class     | 15     |
| 4º Class     | 12     |
| 5º Class     | 10     |
| 6º Class     | 8      |
| 7º Class     | 6      |
| 8º Class     | 4      |
| 9º Class     | 2      |
| 10º Class    | 1      |
| Fora top-10  | 1      |
| Não Terminou | 0      |

## Ligações Externas
- «Sítio oficial»
- todoterreno.pt